# ザ・ニュー・トゥエンティ
『ザ・ニュー・トゥエンティ』（英題：The New Twenty）は、2009年よりアメリカで公開されたレズビアン・ゲイ映画。監督はクリス・メイソン・ジョンソンが担当、主演はビル・セイジが担当。日本では劇場未公開。

## キャスト
- ロバート・キャメロン：ビル・セイジ
- ルイ・ケニック：テリー・セルピコ
- ジュリー・キム：ニコール・ビルダーバック
- トニー・キム：アンドリュー・デシェン・リン
- ベン：コリン・フィックス
- フェリックス：トーマス・サドスキー
- ルーシー：コーデリア・レイノルズ